# Oxalis barrelieri
Oxalis barrelieri là một loài thực vật có hoa trong họ Chua me đất. Loài này được L. mô tả khoa học đầu tiên năm 1762.